# Mecometopus erratus
Mecometopus erratus là một loài bọ cánh cứng trong họ Cerambycidae.